# Trionymus orestes
Trionymus orestes är en insektsart som beskrevs av Williams 1962. Trionymus orestes ingår i släktet Trionymus och familjen ullsköldlöss. Inga underarter finns listade i Catalogue of Life.